# She Said (libro)
She Said: Breaking the Sexual Harassment Story That Helped Ignite a Movement («Ella dijo: rompiendo la historia de acoso sexual que ayudó a encender un movimiento») es un libro de no ficción de 2019 escrito por Jodi Kantor y Megan Twohey, dos reporteras de investigación de The New York Times que expusieron la historia de abuso y conducta sexual inapropiada de Harvey Weinstein contra las mujeres, un catalizador para el floreciente movimiento Me Too. El libro fue publicado el 10 de septiembre de 2019 por Penguin Press.

## Metodología

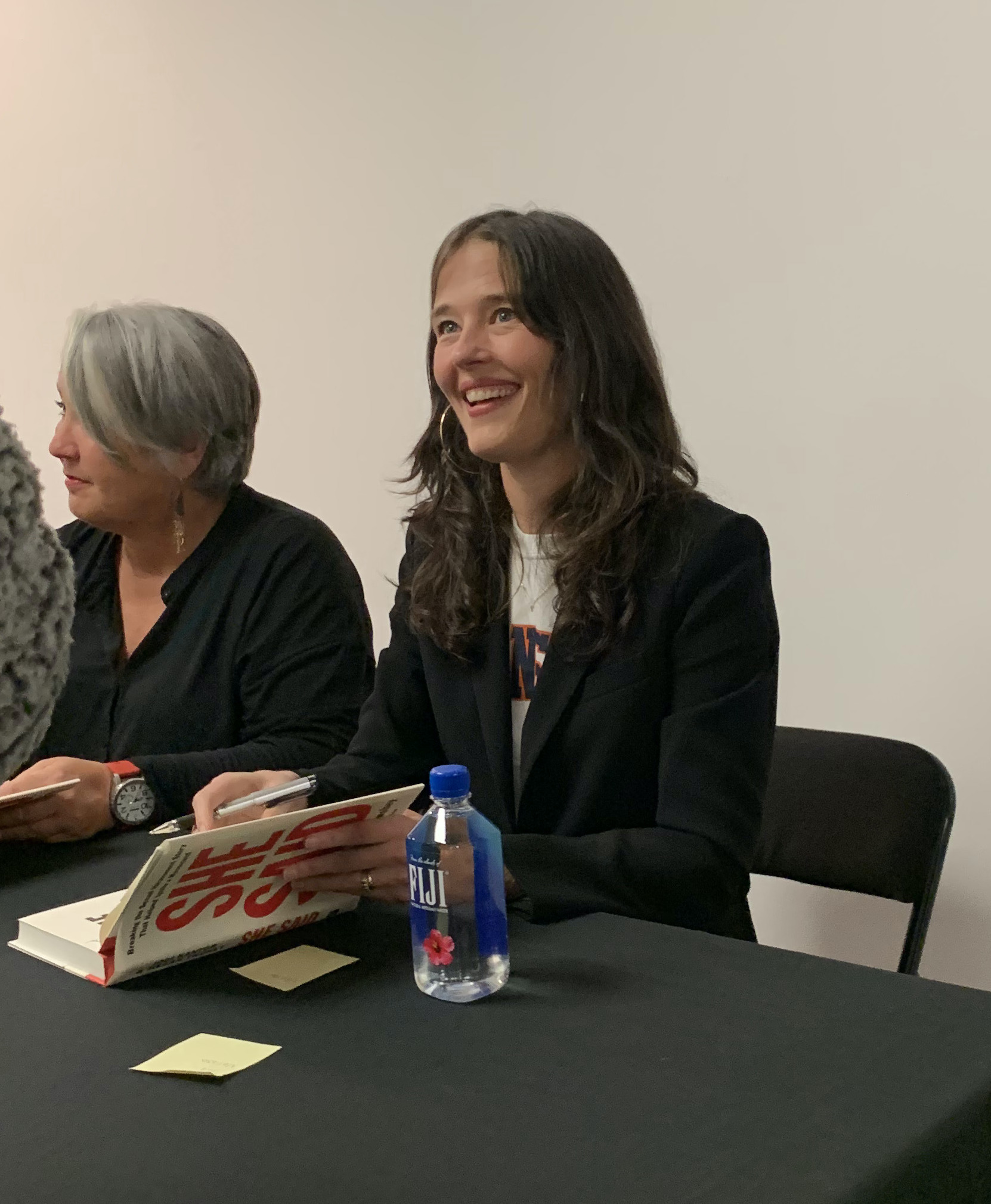
Firma de libros de Megan Twohey en Evanston Township High School.

El libro detalla los procesos detrás de escena y conocidos públicamente que las autoras emplearon para investigar y publicar historias que revelan el acoso sexual y el abuso sexual por parte de hombres poderosos y de alto perfil, incluido Harvey Weinstein. El libro detalla nueva información que ayudó a revelar la historia de Weinstein, incluidas fuentes, documentos y pistas en busca de pistas. Sigue a las reporteras «desde las primeras llamadas telefónicas exploratorias, hasta un rastro creciente de evidencia, hasta un enfrentamiento final con un acusado [bien conocido] beligerante». El libro también trata las preguntas abiertas sobre qué comportamientos y áreas grises deberían constituir acoso sexual:
Kantor admite que hay «una creciente sensación de injusticia en ambos lados» sobre un sistema que nadie piensa que «funciona para el acusador o el acusado». Su trabajo sigue siendo, como dijo Kantor, hacer las tres preguntas principales que rodean cualquier acusación: «¿Cuál es el alcance de los comportamientos bajo escrutinio?»; «¿Cómo obtenemos los hechos correctos?»; y «¿Cómo deberían ser el castigo y la rendición de cuentas?»
Los autores continúan investigando estas cuestiones. Para ayudar a persuadir a las fuentes de hablar con ellas, se les dijo que lo que sucedió en el pasado no se puede cambiar, pero que «juntos podemos usar su experiencia para ayudar a proteger a otras personas».
Gwyneth Paltrow fue fundamental para ayudar a las reporteras-autoras entre bastidores y cuyos esfuerzos se relatan en el libro. Cerca del final del libro, las autoras analizan a Christine Blasey Ford y las opciones que la llevaron a confrontar públicamente a Brett Kavanaugh, entonces candidato a la Corte Suprema de los Estados Unidos.

## Círculo de influencia
El libro narra la intersección de ejecutivos, empresas, abogados, columnistas de chismes, editores de tabloides, agentes de talento, empresas de entretenimiento y empresas de Relaciones Públicas (PR) que se enredaron en el círculo de influencia de Weinstein que sirvió para ocultar y enterrar información sobre sus comportamientos. pero era un secreto a voces. Quid pro quo tomó la forma de aceptar comprar los derechos cinematográficos de libros e historias para «películas de gran recaudación» y papeles prometedores en la pantalla.
La atención se centra en las «estructuras de poder» sistémicas que permitieron a Weinstein durante décadas. El reportaje, que siguió «susurros y rumores» que ocurrieron a lo largo de 30 años, fue respaldado por un gran número de entrevistas con actrices, empleados anteriores y actuales, presentaciones en la corte, registros corporativos y «comunicaciones internas de la compañía que documentaron una espesa red de encubrimientos, tácticas de intimidación y acuerdos confidenciales».

## Reseñas
Según el agregador de reseñas de libros Book Marks, She Said recibió elogios de la crítica.
En su reseña para The New York Times, Susan Faludi, escribió: «Kantor y Twohey han elaborado sus despachos de noticias en un relato continuo y lleno de suspenso de su viaje periodístico, un apasionante detalle de cómo se las arreglaron, 'trabajando en el espacios en blanco entre las palabras', para corroborar las denuncias que habían sido perseguidas y abandonadas por varios periodistas antes que ellos. She Said se lee un poco como una versión feminista de Todos los hombres del presidente». The Times señaló que «este libro fue uno de nuestros títulos más esperados de septiembre».

## Película
El 18 de noviembre de 2022 se estrenó una adaptación cinematográfica del libro dirigido por Maria Schrader. La película es una coproducción de Plan B Entertainment, Annapurna Pictures y Universal Pictures. Está protagonizada por Zoe Kazan, Carey Mulligan, Patricia Clarkson, Andre Braugher, Samantha Morton, Tom Pelphrey, y Adam Shapiro.

## Lectura adicional
- Kantor, Jodi; Twohey, Megan (5 de octubre de 2017). «Harvey Weinstein Paid Off Sexual Harassment Accusers for Decades». The New York Times (en inglés). Consultado el 11 de septiembre de 2019.
- Kantor, Jodi; Abrams, Rachel (10 de octubre de 2017). «Gwyneth Paltrow, Angelina Jolie and Others Say Weinstein Harassed Them». The New York Times (en inglés). Consultado el 26 de abril de 2020.
- Bradley, Laura (9 de septiembre de 2019). «Bob Weinstein Confronted Harvey Weinstein Two Years Before #MeToo». Vanity Fair (en inglés) (Condé Nast). Consultado el 14 de septiembre de 2019.
- Bradley, Laura (9 de septiembre de 2019). «How Gwyneth Paltrow Helped Break the Harvey Weinstein Story». Vanity Fair (en inglés) (Condé Nast). Consultado el 14 de septiembre de 2019.
- Entrevista con las autoras de "She Said". Entrevista con Joe Scarborough y Mika Brzezinski. 11 de septiembre de 2019.  Morning Joe. MSNBC. Consultado el 11 de septiembre de 2019.
- Wamsley, Laura (7 de noviembre de 2017). «Report: Weinstein Hired Agents To Investigate And Suppress Accusations Against Him». Two Way (National Public Radio). Consultado el 11 de septiembre de 2019.
- Farrow, Ronan (23 de octubre de 2017). «From Aggressive Overtures to Sexual Assault: Harvey Weinstein's Accusers Tell Their Stories». The New Yorker (en inglés). Consultado el 16 de octubre de 2020.
- Farrow, Ronan (2019). Catch and Kill: Lies, Spies, and a Conspiracy to Protect Predators. Little, Brown and Company. ISBN 9780316486637.
- Hayek, Salma (12 de diciembre de 2017). «Harvey Weinstein is My Monster Too». The New York Times (en inglés). Consultado el 29 de junio de 2021.
- Dowd, Maureen (3 de febrero de 2018). «This is Why Uma Thurman is Angry». The New York Times (en inglés). Consultado el 29 de junio de 2021.
- Brown, Emma (16 de septiembre de 2018). «California professor, writer of confidential Brett Kavanaugh letter, speaks out about her allegation of sexual assault». The Washington Post (en inglés). Consultado el 29 de junio de 2021.